# Denis Igorewitsch Lukjanow
Denis Igorewitsch Lukjanow (russisch Дени́с И́горевич Лукья́нов, engl. Transkription Denis Lukyanov; * 14. Juli 1989) ist ein russischer Leichtathlet, der sich auf den Hammerwurf spezialisiert hat.

## Sportliche Laufbahn
Denis Lukjanow tritt seit 2007 in internationalen Wettkämpfen im Hammerwurf an. Damals qualifizierte er sich für die U20-Europameisterschaften in Hengelo, bei denen er den fünften Platz belegte. Ein Jahr darauf gelang ihm auch die Teilnahme an den U20-Weltmeisterschaften in Bydgoszcz, bei denen er ebenfalls in das Finale einzog. Darin belegte er mit einer Weite von 70,77 m den zehnten Platz. Ab der Saison 2009 trat Lukjanow in der Altersklasse der Erwachsenen an. Damals belegte er den fünften Platz bei den Russischen Meisterschaften. Es folgten die Plätze 6 und 8 in den folgenden beiden Jahren. 2012 steigerte er seine Bestleistung auf 74,84 m, bevor er ein Jahr später in Moskau den Hammer auf 79,61 m warf, die seitdem als seine persönliche Bestleistung zu Buche stehen. 2014 wurde Lukjanow Russischer Vizemeister. 2015 trat er bei der Universiade in Gwangju an und belegte mit einer Weite von 73,65 m den fünften Platz. 2016 und 2017 wurde er jeweils erneut Russischer Vizemeister, bevor er 2018 seinen bislang einzigen nationalen Meistertitel errang. Anschließend erhielt er die Berechtigung, als einer der Authorised Neutral Athletes, jener Sportler, die während der Sperrung des russischen Verbandes an internationalen Meisterschaften nationsunabhängig antreten, an den Europameisterschaften in Berlin teilzunehmen. Dabei zog er zwar in das Finale ein, belegte darin als Zwölfter allerdings den letzten Platz.
Ende Januar 2019 erhielt Lukjanow seine Berechtigung, um erneut als einer der Authorised Neutral Athletes bei internationalen Meisterschaften an den Start gehen zu dürfen. Er qualifizierte sich für die Weltmeisterschaften in Doha, bei denen er Anfang Oktober an den Start ging. Mit einer Weite von 73,47 verpasste er allerdings den Einzug in das Finale. Ende des Monats gewann er die Bronzemedaille bei den Militärweltspielen in Wuhan.

## Wichtige Wettbewerbe
| Jahr                                   | Veranstaltung             | Ort                  | Platz                | Disziplin            | Weite                |
| Startet für Russland                   | Startet für Russland      | Startet für Russland | Startet für Russland | Startet für Russland | Startet für Russland |
| -------------------------------------- | ------------------------- | -------------------- | -------------------- | -------------------- | -------------------- |
| 2007                                   | U20-Europameisterschaften | Hengelo              | 5.                   | Hammerwurf (6 kg)    | 69,70 m              |
| 2008                                   | U20-Weltmeisterschaften   | Bydgoszcz            | 10.                  | Hammerwurf (6 kg)    | 70,77 m              |
| 2015                                   | Universiade               | Gwangju              | 5.                   | Hammerwurf           | 73,65 m              |
| Startet als Authorised Neutral Athlete |                           |                      |                      |                      |                      |
| 2018                                   | Europameisterschaften     | Berlin               | 12.                  | Hammerwurf           | 71,71 m              |
| 2019                                   | Weltmeisterschaften       | Doha                 | 19.                  | Hammerwurf           | 73,47 m              |
| 2019                                   | Militärweltspiele         | Wuhan                | 3.                   | Hammerwurf           | 72,44 m              |

## Leistungsentwicklung
- 2008: 67,95 m
- 2009: 71,32 m
- 2011: 74,24 m
- 2012: 74,84 m
- 2019: 79,61 m